# Cochecton
Cochecton es un pueblo ubicado en el condado de Sullivan en el estado estadounidense de Nueva York. En el año 2000 tenía una población de 1,328 habitantes y una densidad poblacional de 14 personas por km².

## Geografía
Cochecton se encuentra ubicado en las coordenadas 41°42′21″N 74°03′38″O / 41.70583, -74.06056. Según la Oficina del Censo, la ciudad tiene un área total de 96,8 km² (37,4 mi²), de la cual 94,9 km² (36,6 mi²) es tierra y 1,9 km² (0,7 mi²) (0.69%) es agua.

## Demografía
Según la Oficina del Censo en 2000 los ingresos medios por hogar en la localidad eran de $41,250, y los ingresos medios por familia eran $46,875. Los hombres tenían unos ingresos medios de $34,583 frente a los $24,844 para las mujeres. La renta per cápita para la localidad era de $19,841. Alrededor del 7.2% de la población estaban por debajo del umbral de pobreza.